# Mihai Răduț
Mihai Cosmin Răduț (ur. 18 marca 1990 w Slatinie) – rumuński piłkarz występujący w latach 2017–2019 na pozycji pomocnika w polskim klubie Lech Poznań. Umowa została rozwiązana za porozumieniem stron 20 maja 2019. Grał także w reprezentacji Rumunii.